# フランケンシュタインを題材とした映画の一覧
小説『フランケンシュタイン』を題材とした主要な映画（翻案、パロディー等を含む）の一覧。
| タイトル                                            | シリーズ                                   | 公開年 | 備考           |
| --------------------------------------------------- | ------------------------------------------ | ------ | -------------- |
| Presumption; or, the Fate of Frankenstein           |                                            | 1823年 |                |
| フランケンシュタイン                                |                                            | 1910年 |                |
| フランケンシュタイン                                | ユニバーサル映画のシリーズ                 | 1931年 |                |
| フランケンシュタインの花嫁                          | ユニバーサル映画のシリーズ                 | 1935年 |                |
| フランケンシュタインの復活                          | ユニバーサル映画のシリーズ                 | 1939年 |                |
| フランケンシュタインの幽霊                          | ユニバーサル映画のシリーズ                 | 1942年 |                |
| フランケンシュタインと狼男                          | ユニバーサル映画のシリーズ                 | 1943年 |                |
| フランケンシュタインの館                            |                                            | 1944年 |                |
| ドラキュラとせむし女                                |                                            | 1945年 |                |
| 凸凹フランケンシュタインの巻                        |                                            | 1948年 |                |
| 怪人フランケンシュタイン                            |                                            | 1957年 |                |
| フランケンシュタインの逆襲                          | ハマー・フィルム・プロダクションのシリーズ | 1957年 |                |
| フランケンシュタインの復讐                          | ハマー・フィルム・プロダクションのシリーズ | 1958年 |                |
| フランケンシュタインの怒り                          | ハマー・フィルム・プロダクションのシリーズ | 1964年 |                |
| フランケンシュタイン対地底怪獣                      |                                            | 1965年 |                |
| フランケンシュタインの怪獣 サンダ対ガイラ           |                                            | 1966年 |                |
| 007 カジノロワイヤル                                |                                            | 1967年 |                |
| フランケンシュタイン 死美人の復讐                   | ハマー・フィルム・プロダクションのシリーズ | 1967年 |                |
| フランケンシュタイン 恐怖の生体実験                 | ハマー・フィルム・プロダクションのシリーズ | 1969年 |                |
| フランケンシュタインの恐怖                          |                                            | 1970年 | 日本劇場未公開 |
| ブラッケンシュタイン                                |                                            | 1973年 | 日本劇場未公開 |
| 真説フランケンシュタイン                            |                                            | 1973年 |                |
| 悪魔のはらわた                                      |                                            | 1973年 |                |
| ミツバチのささやき                                  |                                            | 1973年 |                |
| フランケンシュタインと地獄の怪物（モンスター）      | ハマー・フィルム・プロダクションのシリーズ | 1974年 | 日本劇場未公開 |
| ヤング・フランケンシュタイン                        |                                            | 1974年 |                |
| ドラキュリアン                                      |                                            | 1987年 |                |
| フランケンシュタイン                                |                                            | 1994年 |                |
| フランケンシュタイン                                |                                            | 2004年 |                |
| ヴァン・ヘルシング                                  |                                            | 2004年 |                |
| フランケンウィニー                                  | アニメ作品                                 | 2012年 |                |
| モンスター・ホテル                                  | アニメシリーズ                             | 2012年 |                |
| 武器人間                                            |                                            | 2013年 |                |
| アイ・フランケンシュタイン                          |                                            | 2014年 |                |
| フランケンシュタイン アダム・ザ・モンスター         |                                            | 2015年 | 日本劇場未公開 |
| モンスター・ホテル2                                 | アニメシリーズ                             | 2015年 |                |
| ヴィクター・フランケンシュタイン                    |                                            | 2015年 | 日本劇場未公開 |
| モンスター・ホテル クルーズ船の恋は危険がいっぱい?! | アニメシリーズ                             | 2018年 |                |
| Lisa Frankenstein                                   |                                            | 2024年 |                |
| ザ・ブライド!                                       |                                            | 2025年 |                |
| Frankenstein                                        |                                            | 2025年 |                |